# 福井県道148号加斗停車場線
福井県道148号加斗停車場線（ふくいけんどう148ごう かとていしゃじょうせん）は福井県小浜市の加斗停車場から県道小浜綾部線交点に至る一般県道である。

## 概要

### 路線データ
福井県条例規則集に基づく起終点および重要な経過地は次のとおり。
- 起点 : 加斗停車場（福井県小浜市加斗）
- 終点 : 県道小浜綾部線交点（福井県小浜市岡津＝国道27号・福井県道1号小浜綾部線交点）
- 重要な経過地 : なし

## 地理

### 沿線
- 加斗駅
- 小浜西インターチェンジ